# 1890 год в истории железнодорожного транспорта
1890 год в истории железнодорожного транспорта

## События
- 17 ноября — на Рязано-Уральской железной дороге открыты ветви Раненбург — Данков и Астапово — Лебедянь.
- Открыто паровозное депо Златоуст.
- В России построен железнодорожный тоннель через Сурамский перевал длиной около четырёх километров[1].
- В Коста-Рике проложена первая железнодорожная линия Лимон— Сан-Хосе[1].
- На территории Израиля проложена железная дорога[1].

## Новый подвижной состав
- В Мариупольском порту сооружены первые в России вагоноопрокидыватели.[1]
- В России освоен выпуск паровозов серии О.